# Arthouse Contemporary
Arthouse Contemporary Limited è tra le più importanti case d'asta in Nigeria con sede a Lagos.
Fondata nel 2007, è composta da un team di lavoro che comprende amministratori e consiglieri di provenienza nigeriana.
Arthouse Contemporary Limited è specializzata in arte proveniente dall'Africa Occidentale e impegnata nella parità di riconoscimento a livello internazionale nei confronti degli artisti che vi risiedono o vi provengono.
Le aste si focalizzano di volta in volta su opere provenienti da una precisa regione, aprendosi recentemente anche ai mercati dell'arte di Cina e Sud-Est Asiatico.
Arthouse Contemporary Limited ha messo all'asta opere legate a personalità importanti nel panorama artistico africano contemporaneo e moderno, tra le quali Bruce Obomeyoma Onobrakpeya, Ola Balogun, Kofi Agorsor, Duke Asidere, e Tola Wewe.